# Domingos Maria Sarmento

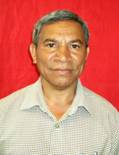
Domingos Maria Sarmento

Domingos Maria Sarmento (* 7. Mai 1955 in Letefoho, Portugiesisch-Timor) ist ein Politiker aus Osttimor. Er ist Mitglied der FRETILIN.
Sarmento absolvierte ein Jurastudium und arbeitete später als Jurist. In der Übergangsregierung unter den Vereinten Nationen, die am 30. September 2001 eingesetzt wurde, war er Vizeminister für Justiz. Als Osttimor am 20. Mai 2002 wieder in die Unabhängigkeit entlassen wurde, behielt Sarmento seinen Posten und wurde unter Premierminister Marí Alkatiri am 6. März 2003 zum Justizminister befördert. Auch unter den Premierministern José Ramos-Horta und Estanislau da Silva blieb Sarmento Justizminister. Nach den Parlamentswahlen 2007 verlor die FRETILIN die absolute Mehrheit im Nationalparlament Osttimors und die Regierung wurde von der Koalition Aliança da Maioria Parlamentar (AMP) übernommen. Sarmento war als Abgeordneter in das Parlament gewählt worden und in dieser Legislaturperiode Mitglied der Kommission für konstitutionelle Angelegenheiten, Justiz, Öffentliche Verwaltung, lokale Rechtsprechung und Gesetzgebung der Regierung (Kommission A). Bei den Parlamentswahlen 2012 trat Sarmento nicht mehr als Kandidat an.
Am 22. September 2017 wurde Sarmento von Präsident Francisco Guterres zum Mitglied des Obersten Rat der öffentlichen Verteidiger (Konsellu Superior Defensoria Públika KSDP) ernannt.